# Pallavolo ai XVIII Giochi del Mediterraneo
I due tornei di pallavolo ai XVIII Giochi del Mediterraneo, quello maschile e quello femminile, si sono svolti dal 22 giugno al 1º luglio 2018. Le sedi di gioco sono state la Tarraco Arena Plaza e il Pabellón Municipal del Serrallo di Tarragona.

## Calendario
Il calendario delle gare è stato il seguente:
| ● | Competizioni | ● | Finali |

| Giugno/Luglio |    |    |    |    |    |    |    |    |    |
| 22            | 23 | 24 | 25 | 26 | 27 | 28 | 29 | 30 | 1º |
| ●             | ●  | ●  | ●  |    | ●  | ●  | ●  | ●  | 2  |

## Risultati

### Uomini
| Evento             | Oro    | Argento | Bronzo |
| Pallavolo maschile | Italia | Spagna  | Grecia |

### Donne
| Evento              | Oro     | Argento | Bronzo  |
| Pallavolo femminile | Croazia | Grecia  | Turchia |